# YK Osiris
YK Osiris, pseudonimo di Osiris Jahkail Williams (Jacksonville, 7 settembre 1998), è un rapper e cantante statunitense.
Osiris è soprattutto conosciuto per le canzoni I'm Next (Freestyle) e Valentine. Nel 2019 ha firmato per l'etichetta Def Jam e poco dopo ha pubblicato il singolo Worth It che ha debuttato alla posizione numero 48 nella classifica statunitense. Più tardi, lo stesso anno, ha pubblicato l'album in studio di debutto The Golden Child.

## Biografia
Osiris Williams è nato a Jacksonville (città in Florida). Ha cominciato a creare musica in giovane età con lo pseudonimo di YK Osiris (YK è l'acronimo di Young King). A 18 anni è stato scoperto dai ranghi più alti dell'industria musicale dopo aver pubblicato alcune delle sue canzoni autoprodotte online. Dopo aver firmato un accordo con Def Jam grazie al successo del singolo del 2018 Valentine, il giovane artista ha tracciato i primi importanti passi della sua carriera.
Nel 2019 viene inserito nella Freshman Class del 2019 stilata da XXL. A fine anno pubblica il suo album in studio di debutto, The Golden Child, che contiene collaborazioni con Kehlani e Ty Dolla Sign tra gli altri. Il progetto ha raggiunto la posizione numero 90 della Billboard 200. Il singolo Worth It il 16 ottobre 2020 è stato certificato triplo disco di platino negli Stati Uniti (RIAA).

## Discografia

### Album in studio
- 2020 – The Golden Child
- 2024 – YK World

### Singoli

#### Come artista principale
- 2018 – Valentine
- 2018 – Timing
- 2018 – 4 & a Baby (con Lennox Cartel)
- 2018 – Run It Up
- 2018 – Ride 4 Me (con Big40)
- 2019 – Worth It
- 2019 – Freaky Dancer (feat. DaBaby)
- 2019 – Shakira
- 2019 – Ride (feat. Kehlani)
- 2020 – Leave Me On Read
- 2020 – Money Keep Coming

#### Come artista ospite
- 2019 – Gospel (DaBaby feat. Gucci Mane, Chance the Rapper & YK Osiris)
- 2020 – Set Me Free (Lecrae feat. YK Osiris)
- 2020 – Think About Me (Kayla Nicole feat. YK Osiris)